# 누에바임페리알
누에바임페리알(스페인어: Nueva Imperial)는 칠레 아라우카니아 주 카우틴 현의 코무나이다.